# Carlo Ponti
Carlo Ponti (n. 11 decembrie 1912, Magenta - d. 10 ianuarie 2007, Geneva) a fost un producător de film italian.
A fost căsătorit cu actrița Sophia Loren din 1966.

## Filmografie selectivă
- 1954 - La Strada (Coproducător Dino De Laurentiis)
- 1956 - Război și Pace (Coproducător Dino De Laurentiis)
- 1960 - La Ciociara (cu Sophia Loren)
- 1963 - Ieri, oggi e domani
- 1964 - Matrimonio all'italiana (cu Marcello Mastroianni)
- 1966 - Doctorul Jivago (cu Omar Sharif)
- 1990 - Oscar